# Vulsor bidens
Vulsor bidens és una espècie d'aranyes araneomorfes de la família dels viridàsids (Viridasiidae). Fou descrit per primera vegada per Eugène Simon el 1889. És endèmica de Mayotte, a les Comores. La femella holotip fa 21 mm.